# هماگران
هماگران روستایی از توابع بخش تودشک شهرستان کوهپایه در استان اصفهان ایران که در شمال شهرستان ورزنه واقع شده است

## جمعیت
این روستا در دهستان جبل قرار دارد و براساس سرشماری مرکز آمار ایران در سال ۱۳۸۵، جمعیت آن ۲۴ نفر (۸خانوار) بوده‌است.